# Hodaka
Hodaka is een Japans/Amerikaans historisch merk van motorfietsen.

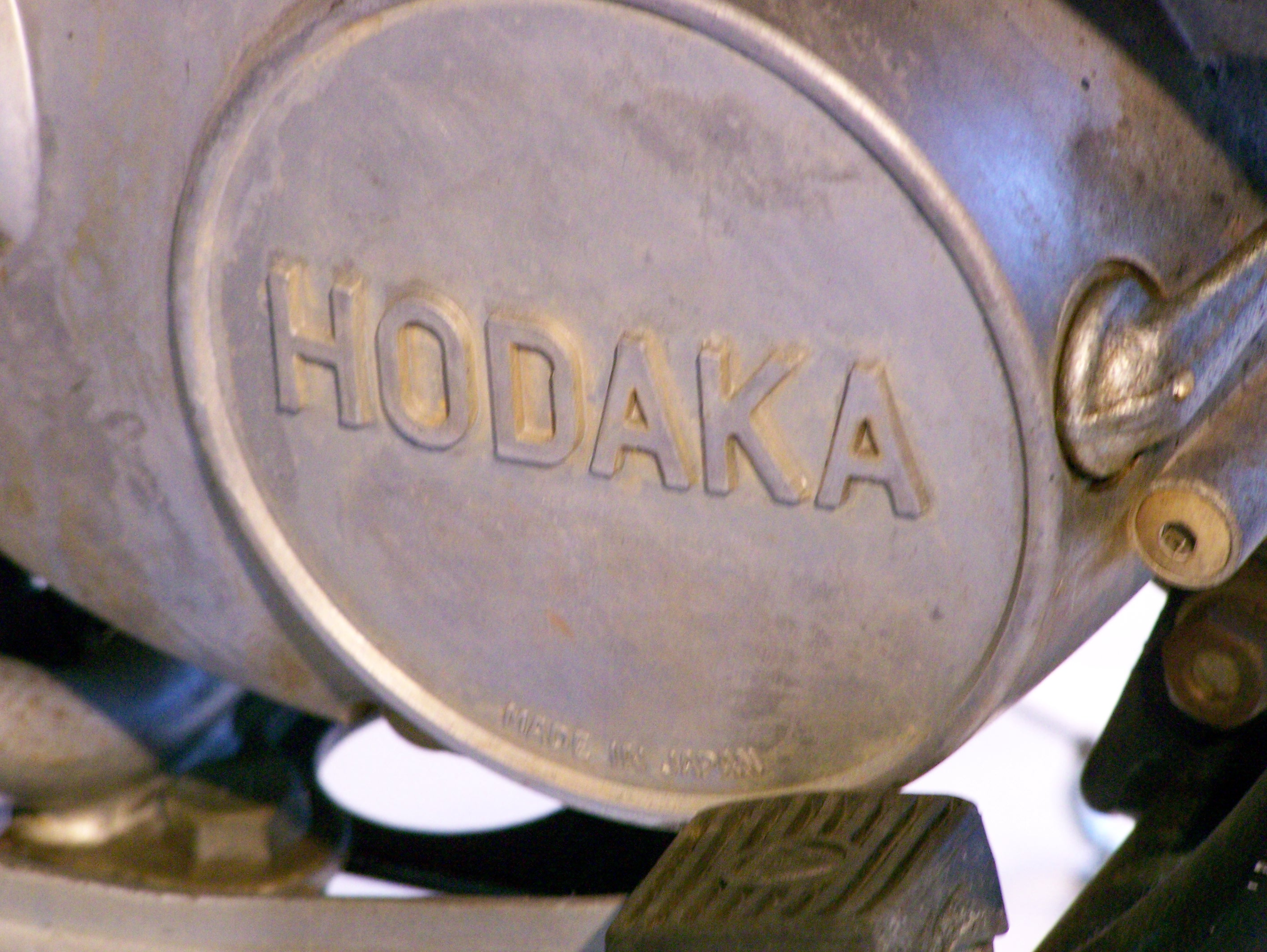

De bedrijfsnamen waren: Hodaka Industrial Co., later Hodaka Engineering Co. Ltd., Nagoya (Aichi), Japan en Pacific Basin Trading Co. (Pabatco), Athena (Oregon), Verenigde Staten.

## Hodaka Japan
De gebroeders Oishi, eigenaren van de Hodaka Industrial Co., waren in de jaren vijftig al naar Europa gereisd waar ze ca. 50 motorfietsen van verschillende merken hadden gekocht om de techniek te kunnen bestuderen. Behalve inbouwmotoren ging hun bedrijf ook werktuigmachines produceren. Hodaka werd de leverancier van de inbouwmotoren die Yamaguchi gebruikte voor haar motorfietsen. Yamaguchi ging echter in maart 1963 plotseling failliet en bracht daarmee ook Hodaka in grote problemen.

## Pabatco
Dat was niet alleen een probleem voor de Hodaka Industrial Company, die haar klant verloor, maar ook voor de Pacific Basin Trading Company (Pabatco), een dochteronderneming van Farm Chemicals of Oregon in Athena, een klein plaatsje in Oregon met (toen) nog geen 1.000 inwoners dat grotendeels afhankelijk was van dat bedrijf. In de afgelopen twee jaar had Yamaguchi via Pabatco ongeveer 5.000 motorfietsen op de Amerikaanse markt gebracht en die inkomstenbron viel nu weg.

### Hank Koepke
Henry "Hank" Koepke was bij Pabatco verantwoordelijk voor de in- en verkoop van de Yamaguchi-motorfietsen die aan meer dan 400 dealers werden verkocht. Ook deze dealers zaten plotseling zonder handelswaar.
Koepke kwam op het idee zelf motorfietsen te gaan ontwerpen en die bij Hodaka te laten produceren. Hij nam meteen contact op met zijn oude vriend Chuck Swanson, die vlakbij in Walla Walla woonde en zich bij Ben Hunt Manufacturing bezig hield met de ontwikkeling van karts. Swanson moest de ontwerper van de nieuwe terreinmotorfietsen worden, want Hodaka had daar geen ervaring mee. Ook Adolf Schwarz, Harley-Davidson-dealer in Walla Walla, werd bij het project betrokken.
Ze gingen uit van het ontwerp van de Yamaguchi SPB 50, maar wilden het plaatframe vervangen door een buisframe. Ook op andere gebieden moest de nieuwe machine beter worden dan de concurrentie. Zo moest de tank volledig verchroomd worden om modder en zand gemakkelijk te kunnen afspoelen. Dit idee kwam van de Italiaanse Giulietta-Peripoli-motorfietsjes. Van Greeves kwam het cilindervormige gereedschapskistje. Verder moest de motorfiets een bandenpompje, verstelbare opklappende voetsteunen, een grote brandstoftank, ruime bodemvrijheid, hoge spatborden, een omhooggebogen uitlaat en een comfortabel zadel krijgen. Men moest uitgaan van de bestaande Hodaka Ace 80-motor met drie versnellingen, maar Koepke zag liever een 90cc-blokje met vier versnellingen.
Toen al deze ideeën op papier (en deels op bierviltjes van de Green Lantern Tavern in Walla Walla) stonden, reisde Henry Koepke al halverwege 1963 af naar Japan om daar verder zaken te doen.
Daar werden zijn ideeën enthousiast ontvangen, want niet alleen Hodaka, maar ook haar lokale toeleveranciers zagen er brood in. De Hodaka-fabriek werd dan ook meteen uitgebreid, want men moest nu niet alleen motorblokken en versnellingsbakken, maar complete motorfietsen gaan maken. Swanson trad in oktober 1963 toe tot de staf van Pabatco en begon aan zijn ontwerp. Koepke was op dat moment nog steeds in Japan. Hodaka begon in december 1963 met de verdere ontwikkeling van de motorfietsjes en in juni 1964 werden de eerste 759 Ace 90's verscheept naar de Verenigde Staten.

### Hodaka Ace 90

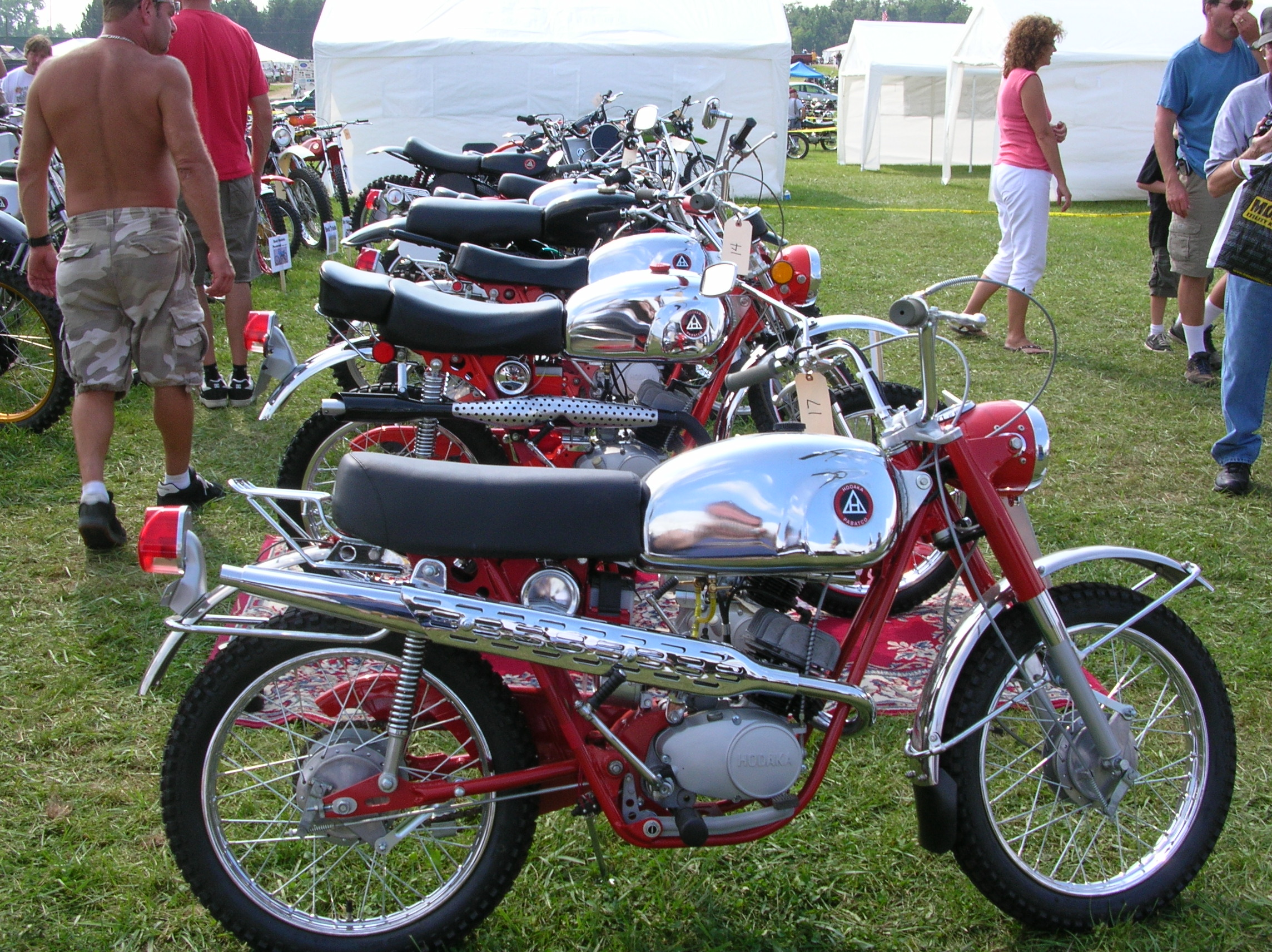
Een rijtje Hodaka-motorfietsen, met op de voorgrond het eerste model: de Hodaka Ace 90 uit 1964

Met slechts één model bestormde Hodaka de (waar het trailmotoren betrof) toch al tamelijk verzadigde Amerikaanse markt, maar het werd een groot succes. De Ace 90 leverde 8,2 pk bij 7500 toeren per minuut.

## Overname door Shell
In 1965 werd Shell eigenaar van Farm Chemicals of Oregon en daarmee ook van Pabatco. Ed Miley werd verantwoordelijk voor de motorfietsen. In juni 1966 werd de 10.000e Hodaka Ace 90 motorfiets afgeleverd. Er werden weliswaar detailveranderingen doorgevoerd, maar steeds zo dat bestaande eigenaren deze ook op hun eigen Ace 90 konden aanbrengen.

### Hodaka Ace 100
In 1967 besloot Pabatco toe te geven aan de vraag van klanten naar meer vermogen en men verving de Ace 90 door de Ace 100 met vijf versnellingen. Opnieuw had men rekening gehouden met de klanten, die dit motorblokje zonder problemen in hun Ace 90 konden monteren. Hoewel de Hodaka's als "trailmotor" (voor onverharde maar gebaande paden) bedoeld waren, werden ze ook ingezet in motorcross- en trialwedstrijden en zelfs in wegraces. In 1968 won Harry Taylor de 100cc-klasse van de Daytona Sportman Road Race waarbij hij alle bestaande records brak. Zijn Hodaka Ace 100 haalde 160 km/uur en was zelfs sneller dan de tweecilinder Yamaha YL-1.

### Hodaka Ace 100 MX Super Rat
Omdat klanten hun Ace 100 vaak ombouwden tot crossmachine besloot men in 1969 deze machine zelf te verbeteren. De compressieverhouding werd op 13:1 gebracht en er kwamen betere veer/demperelementen en zo ontstond de Hodaka Ace 100 MX Super Rat. Deze machine won de Canadese 100cc-crosstitel.

### Hodaka Ace 100 B
De technische verbeteringen van de Super Rat werden in 1970 ook op de Hodaka Ace 100 aangebracht, zodat die nu de naam "Ace 100 B" kreeg.
Nu brak een periode van vreemde typenamen aan, die Nederlanders vreemd in de oren klinken, maar waarmee ook Amerikaanse eigenaren uitgelachen werden door hun vrienden.

### Hodaka 125 Wombat en Hodaka 125 Combat Wombat

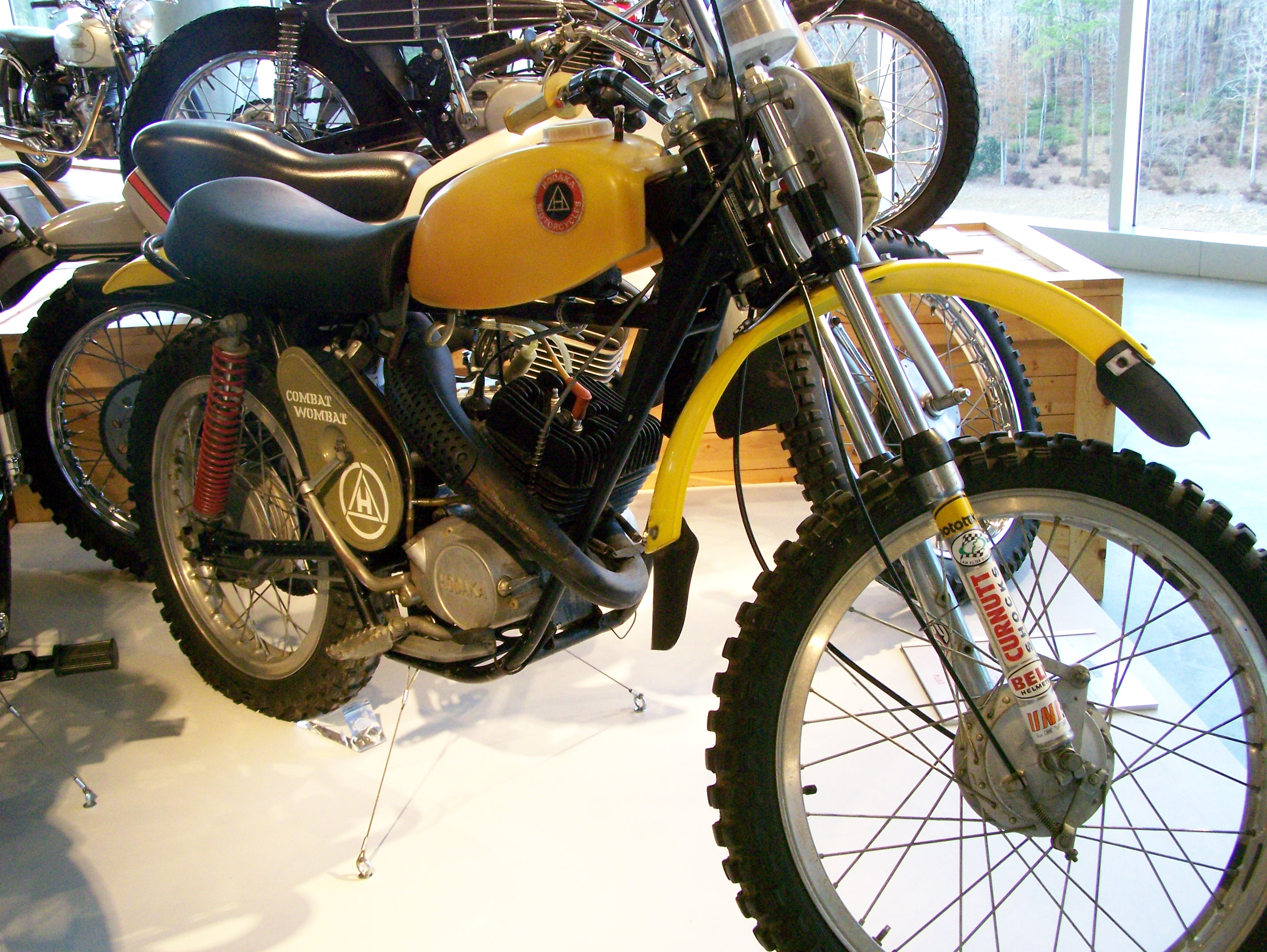
Hodaka Combat Wombat

In 1973 verschenen de eerste 125cc-machines, die - ook voor Amerikanen - nogal vreemde namen kregen. De Hodaka 125 Wombat was een enduromotor, die genoemd was naar een Australisch buideldiertje. De machine werd door het Amerikaanse team in de Scottish Six Days Trial van 1973 in Amerika ingezet. Frank Wheeler nam een 125 Wombat mee naar Australië waar hij in 21 dagen 16.000 kilometer aflegde. Dit droeg erg bij tot de populariteit van de machine, en de motorcrossers vroegen Pabatco om ook een 125cc-crossmachine te ontwikkelen. Dat werd de 125 Combat Wombat (vechtwombat), een nog vreemdere naam, want een Wombat is een zeer vredelievend diertje dat van gras en wortels leeft. De Combat Wombat was wel sterk gemoderniseerd, met een nieuwe cilinder die met zijn koelribben uit één stuk gegoten was.

### Hodaka 100 Dirt Squirt en Hodaka 125 MX Super Combat
In 1974 verschenen de 100 Dirt Squirt (vuilspuiter), een wat tammere versie van de Ace 100 MX Super Rat. De 125cc-crossmotor Combat Wombat werd vervangen door de 125 MX Super Combat, die nu een rode tank en een blauw frame had.

### Hodaka 100 Road Toad en Hodaka ED 250 Thunder Dog
Een nog gebruiksvriendelijker model dan de Dirt Squirt was de 100 Road Toad (wegpad) uit 1975, die zoals de naam al zegt meer bruikbaar was op de verharde weg en daarmee nu de kwalificatie offroad zou krijgen. Het profiel van de banden was minder grof en er was ruimte voor - naar keuze - een duozadel of een bagagerek. Dergelijke machines waren populair onder boeren, landarbeiders en veedrijvers. Ook kwam de eerste 250cc-machine, de Hodaka ED 250 Thunder Dog. De letters "ED" stonden voor Enduro. Er waren diverse moderne snufjes toegepast, zoals elektronische ontsteking en lichtmetalen velgen.

### Hodaka SL 175, Hodaka SL 250 en Hodaka 250
De Hodaka ED 250 mocht niet op de openbare weg worden gebruikt, maar in 1976 verschenen twee modellen die dat probleem oplosten: de SL 175 en de SL 250. De letters "SL" stonden voor Street Legal. De SL 175 was laag gebouwd, maar er werden er slechts ongeveer 600 van geleverd. De Hodaka 250 was de crossversie, met een 38 mm Mikuni-carburateur.

### Hodaka Dirt Squirt 80
Met de komst van de 125 MX Super Combat en vooral de zeer moderne ED 250 Thunder Dog waren de dagen dat Hodaka alle machines met verchroomde tank leverde voorbij, maar klanten stelden nog wel prijs op het chroom en daarom werden in elk geval van de 125 Wombat nog versies met verchroomde tank gemaakt. In 1977 leverde Hodaka nog steeds modellen met 100-, 125- en 250 cc cilinderinhoud, maar er verscheen ook nog een 80cc-versie van de Dirt Squirt.

### Einde van het bedrijf
Een aantal factoren droegen bij aan het einde van het merk Hodaka in 1978. De positie van de dollar ten opzichte van de yen verslechterde, waardoor de inkoop duurder werd. Bovendien verplaatste de interesse van klanten zich naar zwaardere modellen, die Japanse fabrikanten volop konden leveren. Shell probeerde de Japanse fabriek over te nemen, maar het bod werd afgeslagen. Pabatco had verzuimd de machines voldoende te moderniseren en in 1978 of 1979 werd de productie beëindigd. De ontwerpen en een aantal van de machines uit Japan werden aan Daelim verkocht.

## Steen Motorcycles
John Steen was een oliehandelaar in Alhambra (Californië) die al in de jaren vijftig was begonnen karts en minibikes te produceren. Eind jaren zestig leverde hij ook complete motorfietsen, maar die waren aangepaste machines van Hodaka. De aanpassingen bestonden uit betere maar ook duurdere onderdelen, zoals Ceriani-voorvorken en Rickman Métisse-sturen.